# اندریا جورکونا
اندریا جورکونا (انگلیسی: Andrius Jurkūnas؛ زادهٔ ۲۱ مهٔ ۱۹۷۶) بازیکن بسکتبال اهل لیتوانی است.
وی در مسابقات کشوری و بین‌المللی در مجموع برندهٔ ۲ مدال طلا، ۱ مدال برنز شده‌است.